# ポラリス ドーン
ポラリス ドーン（Polaris Dawn）は、Shift4社のCEO、ジャレッド・アイザックマンに代わってスペースXが運営した民間有人宇宙飛行であり、ポラリス計画で予定されている3回のミッションの中で最初のもの。クルードラゴン宇宙船の14回目の有人軌道飛行であるこのミッション中にアイザックマンと3名のクルー（スコット・ポティート、サラ・ギリスおよびアンナ・メノン）が楕円軌道に投入され、地球から最大1,400キロメートル (870 mi)離れた場所まで運ばれたが、これはアポロ計画以来、人類が到達した最も遠い場所であり、ヴァン・アレン帯の一部を通過して宇宙放射線の健康への影響と宇宙飛行が人体に与える影響を研究した。ミッションの後半ではアイザックマンとギリスが初の商業宇宙遊泳に挑戦した。
ポラリス ドーン ミッションはまた、いくつかのその他のマイルストーンを記録した。メノンとギリスは、これまでのどの女性よりも地球から遠くまで飛行し、30歳のギリスは、これまでで最年少の宇宙遊泳参加者となった。宇宙遊泳中、同時に宇宙の真空にさらされた人数（4人）の新記録が樹立された。また、クルーは、9月11日に国際宇宙ステーションの乗組員9人、中国の天宮宇宙ステーションの乗組員3人とともに打ち上げられたソユーズ MS-26ミッション後に樹立された、同時に宇宙空間にいた最多人数（19人）の記録を破るのにも貢献した。
ほぼ5日間に近いミッションを終えて、9月15日にクルーはメキシコ湾に無事着水した。

## 来歴
ポラリス計画は、ジャレッド・アイザックマンが援助した初の民間宇宙飛行士だけによるミッションであるインスピレーション4の5ヶ月後の2022年2月にアイザックマンによって発表された。このミッションで必要となる技術の開発もこの計画の一部であり、それには民間宇宙飛行士用の船外活動（EVA）宇宙服、ドラゴン宇宙船とスターリンクコンステレーションとの間での衛星間レーザー通信、従来のドラゴンカプセルの設計におけるエアロックの欠如への対応などが含まれていた。
当初、2022年後半の飛行を目指していたが、計画は船外活動宇宙服の設計とスペースXによる衛星間レーザー通信リンクの試験における技術的問題のために遅延した。2022年10月時点では、すでに打ち上げは2023年3月にずれこんでおり、2023年2月までには2023年半ば以降になっていた。。2023年半ば時点で、計画は2024年のどこかに変更されており、12月にはアイザックマンが打ち上げ日が2024年4月であることを認めた。あるインタビューの中で、6月7日にアイザックマンは打ち上げの計画が2024年7月12日以降であることを発表したOn 7 June, Isaacman announced that the launch was scheduled no earlier than 12 July 2024.。その3週間後、ポラリス計画はXアカウントで最も早い打ち上げ目標日が2024年7月31日であることを明らかにした。ミッションは、2024年7月12日のファルコン9ロケット上段の故障を受けて再び延期された。スペースXが事故の原因に対応したあと、7月26日の記者会見でスペースXのドラゴンミッション管理ディレクターであるサラ・ウォーカーはポラリス ドーンはNASAのCrew-9ミッションのあと、「夏の終わり」に打ち上げられると発表した。その後、スペースXは8月7日に8月26日が打ち上げ目標日であることを明らかにした。スペースXは飛行前点検を完了するための追加の時間を確保するために打ち上げを8月27日に延期した。回収海域の天候問題により飛行はさらに遅れ、2024年9月6日の早朝に予定された。
打ち上げの前にドラゴンカプセル「レジリエンス」にいくつかの設計変更が行われた。いくつかの改造がカプセル内部に施され、追加の窒素および酸素タンクが設置され、ドッキングポートにかえて「スカイウォーカー」と呼ばれる機械的サポート付きのハッチが取り付けられ、ハッチは電動化された。
クルードラゴン レジリエンスは、ファルコン9ブースター B1083と統合されるLC‑39Aの水平統合施設に8月21日に到着した。輸送起立機は、ロケットを射場に運んでタワーの隣に立てるために、8月24日早朝に水平統合施設を出発した。クルーのドライドレスリハーサルと、静止点火試験は8月25日に完了した。その後、打ち上げから5日後の着陸地点でのカプセル回収の気象条件に関連した一連の遅延が続き、ポラリス・ドーンは2024年9月10日に打ち上げられた。

## ミッション

### テクノロジー
スペースXはこのミッションのためのEVAスーツを打ち上げおよび帰還時に通常着用される船内活動服（IVAスーツ）をもとに設計した。このEVAスーツは宇宙空間の真空に晒されても宇宙飛行士を安全に保つように設計されているとともに、打ち上げおよび帰還時に着用するのに適するように快適かつ柔軟に設計されており、ミッションのこの段階で通常着用される船内活動（IVA）スーツを別途持ち運ぶ必要がなく、重量とスペースを節約することができる。難燃性で伸縮性のある生地素材と、加圧されるまで柔らかいままの関節によって運動性が向上し、ブーツはファルコン9のインターステージとドラゴンのトランクで使用されている断熱素材で作られている。IVAスーツと比べると、熱管理が改善され、断熱材が追加され防曇コーティングが変更された新しいヘルメットが含まれている。宇宙遊泳中はカメラとヘッドアップディスプレイ（HUD）がスーツの測定基準に関する情報を提供する。生命維持機能が内蔵されているISSで使用されているEMUとは対照的に、初期のジェミニ宇宙服同様にアンビリカルがスーツに生命維持機能を提供する。
このミッションでは、アポロ9号で樹立され、その後、アポロ15号、16号、17号、スカイラブ2号およびSTS-49で5回繰り返された一度に宇宙の真空に晒された人数の3人という記録を破った。ドラゴンの独特の減圧プロトコルはエアロックなしで行われるため、乗組員は減圧症の研究から宇宙飛行関連神経眼球症候群（SANS)までの研究を行う予定となっている。
この手順を検証するため、レジリエンスは大型真空チャンバー内で複数回の排気と再加圧のサイクルを経験した。クルーはチャンバー内で2日間過ごし、プリブリージングプロトコルを検証し、真空状態で船外活動服を着用した。
このミッションは、スターリンク経由のドラゴンレーザーインターリンク通信の初の有人運用テストでもある。成功すれば、通信遅延が短縮され、有人宇宙飛行のデータ帯域幅が増加する可能性がある。

### イベント
打ち上げの1時間後、クルーは体内の窒素を減少させ、3日目に予定されている宇宙遊泳の際の減圧症のリスクを最小限にするためにプリブリージングプロトコルを開始する。3日間に渡って、船室の気圧は徐々に100 kPaから59.6 kPaへと下げられ、酸素レベルは増やされる。
宇宙での最初の1時間の間に、クルーは打ち上げに関連した損傷についてドラゴンカプセルのチェックを実施する。欠陥が見つからなければドラコスラスターに点火して高度1,400キロメートル (870 mi)まで移動するが、これはジェミニ11号がの記録を破る有人宇宙船が飛行する地球の最高高度の軌道であり、NASAのアポロ計画以来、地球から最も離れることになる。これらの初期のミッションの乗組員はすべて男性だったため、メノンとギリスは、これまでのどの女性よりも地球から遠くまで飛行するという記録を破った。
飛行2日目にドラゴンの遠地点は高度730 km (450 mi)の「巡航軌道」まで下げられ、クルーはEVAスーツの準備をしつつ各種実験を行った。
飛行3日目は初めての民間宇宙飛行ミッションでの船外活動（EVA）にあてられた。綿密な準備の後、クルー4人全員が35 kPaの100％酸素で与圧されたEVAスーツを着用した。クルードラゴンにはエアロックがないためEVA中はカプセル全体が減圧され、2名だけが宇宙船から出るだけだが、クルー全員が宇宙の真空に晒された。カプセルの減圧には30分を要した。アイザックマンが最初に7分56秒間を船外で過ごした。次にギリスが7分15秒間を船外で過ごした。ハッチ開放から閉鎖までの船外活動には約26分40秒かかった。船外活動中、アイザックマンとギリスは、手や体のコントロール、垂直方向の動き、足の拘束具の使用など、宇宙服の可動性に関するいくつかのテストを行いましたが、下肢だけが宇宙船内に残っていた。30歳のギリスは、これまでで最年少の宇宙遊泳参加者となった。
軌道上での最終日、クルーはドラゴンのトランクモジュールを06:35 UTCに投棄し、06:41 UTCに7分間の軌道離脱燃焼を行った。カプセルは、2024年9月15日 07:37:10 UTC（3:37:10 am EDT、着水地点の現地時間）にフロリダのドライ・トートゥガス国立公園近くのメキシコ湾に着水した。着陸地点は、厳しい気象条件を想定してスペースXがこのミッションに追加した2つの新たな選択肢のうちの1つだった。

## 乗組員
| 地位                                | 宇宙飛行士                                 | 宇宙飛行士                                 |
| ----------------------------------- | ------------------------------------------ | ------------------------------------------ |
| 指揮官、船外活動1                   | ジャレッド・アイザックマン 2回目の宇宙飛行 | ジャレッド・アイザックマン 2回目の宇宙飛行 |
| 操縦士                              | スコット・ポティート 1回目の宇宙飛行       | スコット・ポティート 1回目の宇宙飛行       |
| ミッションスペシャリスト、船外活動2 | サラ・ギリス, スペースX 1回目の宇宙飛行    | サラ・ギリス, スペースX 1回目の宇宙飛行    |
| ミッションスペシャリスト 医官       | アンナ・メノン, スペースX 1回目の宇宙飛行  | アンナ・メノン, スペースX 1回目の宇宙飛行  |

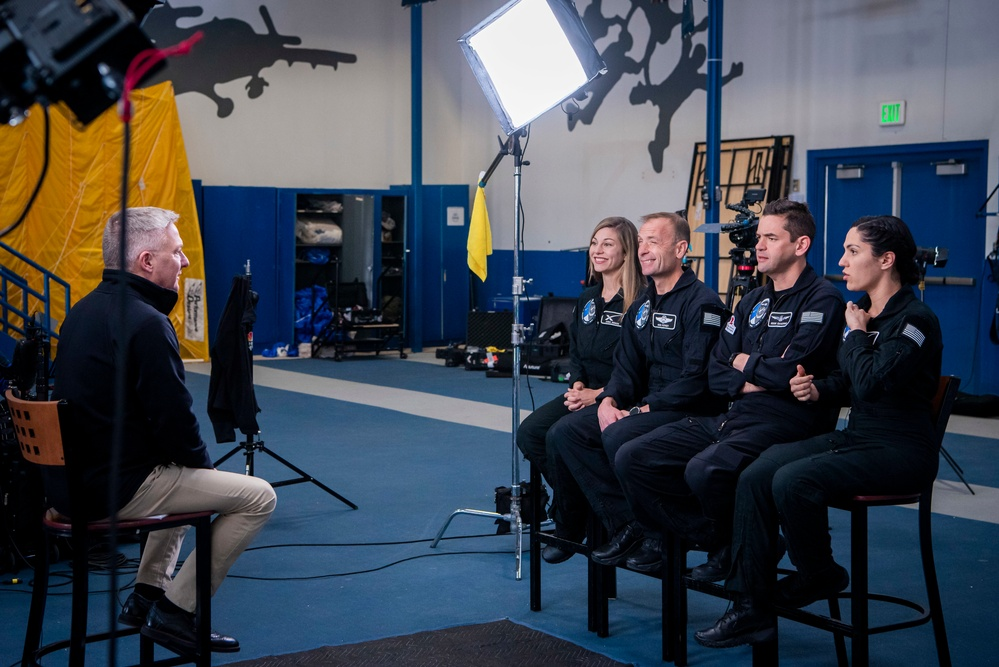
空軍士官学校でインタビューにこたえるポラリス ドーンのクルー

アイザックマンが指揮官としてミッションを率い、退役した空軍の戦闘機パイロットのスコット・ポティートが宇宙船操縦士を務める。主にアイザックマンが宇宙船を操縦し、ポティートがバックアップするが、この役割分担はミッション中にアイザックマンが船外活動を行うため重要である。
乗組員にはスペースXの従業員であるサラ・ギリスとアンナ・メノンがミッションスペシャリストとして参加する。同社の上級宇宙運用エンジニアであり、民間宇宙飛行の訓練を率いるギリスはアイザックマンとともに宇宙遊泳を実施する。
同社の最上級宇宙運用エンジニア兼ミッションディレクターであるメノンは、NASAで国際宇宙ステーションの運用を監督したバイオメディカル運用管制官としての経験を活かしてこのミッションの機内医療担当官を務める。

## 打ち上げ
このミッションはスペースXのミッション管理者が微小隕石デブリによるリスクを最小にできるタイミングで打ち上げられるように柔軟な打ち上げウィンドウで開始される。ドラゴンカプセルは当初は遠地点高度1,200キロメートル (750 mi)で、近地点では南大西洋異常帯を通過する高度190キロメートル (120 mi)の長楕円軌道に投入される。乗組員はこの高度で異常帯を2、3回通過するだけで国際宇宙ステーションでの3ヶ月間の放射線負荷と同等の放射線に曝されることから、人体への宇宙放射線と宇宙飛行の影響を研究する実験ができるものと見込んでいる。
ポラリス ドーンはファルコン9ブロック5を使用してケネディ宇宙センター第39A発射施設からの打ち上げが計画されていた。2024年8月27日の1回目の打ち上げの試みは、地上側のヘリウム漏洩のために中止された。8月28日の2回目の試みは、打ち上げ5日後の回収地点の悪天候が予測されたことから中止された。このミッションは国際宇宙ステーションとランデブーせず、生命維持のための消耗品が限られているため、カプセルは予定通りに着水できなければならず、それには良好な気象条件が必要である。悪天候により打ち上げと帰還の条件が整わなかったため、打ち上げはさらに遅延した。
2024年9月8日時点で、スペースXはポラリス ドーン ミッションの打ち上げ目標は、打ち上げと着水に適した気象条件が40%であることから9月10日以降だろうと述べた。
ポラリス ドーンは2024年9月10日 09:23:49 UTC（発射場の現地時間 5:23:49 am EDT）に無事打ち上げられた。

### 打ち上げ試行の概要
注：時刻は発射場の現地時間（東部夏時間）。
| 回目 | 時刻                    | 結果    | 再準備期間    | 理由 | 決定時間                              | 好天確率 (%) | 補足                 |
| ---- | ----------------------- | ------- | ------------- | ---- | ------------------------------------- | ------------ | -------------------- |
| 1    | 2024年8月27日3:38:00 am | 中止    | ---           | 技術 | 2024年8月26日7:17:00 pm(-08:21:00前)  | 80           | 地上側のヘリウム漏洩 |
| 2    | 2024年8月28日3:38:00 am | 中止    | 1日0時間0分   | 天候 | 2024年8月26日10:11:00 pm(-05:27:00前) | 85           | 回収期間の悪天候予測 |
| 3    | 2024年9月10日5:23:49 am | Success | 13日1時間46分 |      |                                       | 40           |                      |